# Lucas Rougeaux
Lucas Rougeaux (Grasse, 10 de marzo de 1994) es un futbolista francés. Se desempeña en la posición de defensor y su actual equipo es el K. V. Cortrique de la Primera División de Bélgica.
Su primo Levy Rougeaux también es futbolista, juega en FC Yellow Boys Weiler-La-Tour de Luxemburgo.

## Trayectoria
En 2008 Rougeaux se unió a las categorías inferiores del Olympique de Niza, donde ganó la Copa Gambardella cuatro años después. Debutó profesionalmente en la Ligue 1 el 12 de mayo de 2013 en la derrota por 4:0 frente al Evian Thonon Gaillard, donde entró desde el banco de suplentes al minuto 82 en lugar de Kevin Gomis. En la temporada 2014-15 fue transferido en calidad de cedido al E. S. Fréjus del Championnat National, siendo transferido a préstamo nuevamente al siguiente año, esta vez al U. S. Boulogne.

## Selección
- Ha sido internacional con la Selección Sub-20 en 2 ocasiones.
- Ha sido internacional con la Selección Sub-19 en 11 ocasiones anotando 2 goles.
- Ha sido internacional con la Selección Sub-18 en 2 ocasiones.

## Clubes
| Club                    | País    | Año           |
| ----------------------- | ------- | ------------- |
| Olympique de Niza       | Francia | 2012-2014     |
| E. S. Fréjus (cedido)   | Francia | 2014-2015     |
| U. S. Boulogne (cedido) | Francia | 2015-2016     |
| K. V. Cortrique         | Bélgica | 2016-presente |